# 波木井賢
波木井 賢（はきい けん、1954年〈昭和29年〉 - ）は、日本のヴィオラ奏者。

## 略歴
1954年（昭和29年）生まれ。東京都で育ち、4歳からヴァイオリンを習う。幼少期から音が好きなオーケストラが3つ有り、そのうちの1つがロイヤル・コンセルトヘボウ管弦楽団であった。
1967年（昭和42年）4月、横浜国立大学教育学部附属横浜中学校へ進学。中学時代はバレーボール部に所属し、さほど身長は無かったがアタッカーとして活躍。中学2、3年生くらいの時、ヴァイオリンの先生から「進路はどうするの？」と聞かれ、好きな音楽だけでやっていけるなら嬉しいとは思いつつも、当時は深く考えずサッカーやバレーボールなどの趣味をしながら、神奈川県立光陵高等学校への進学を決める。1970年（昭和45年）3月、同中学校を第21期生として卒業。進学した光陵高等学校には音楽科が無く、楽しい青春を過ごしつつも次第に将来を考えるようになる。高校時代は横浜交響楽団の第一ヴァイオリン奏者としても活躍。1973年（昭和48年）3月、同高校を第5期生として卒業。後に、2015年（平成27年）の光陵高校創立50周年記念式典・記念演奏会では、妻でヴァイオリニストの菊地裕美、シンセサイザー奏者のジェルジュ・クルターグ・ジュニア、同校弦楽部との演奏を行った。
1973年（昭和48年）4月、音楽の道へ進むことを決意し東京芸術大学音楽学部へ進学してヴァイオリンを学び、兎束龍夫や浅妻文樹に師事。入学できた時は物凄く嬉しかったが、あまり勤勉に練習するタイプでは無かった事もあり、入学してから周りを見回し、そのレベルの違いに「これは大変だ」「本当に大丈夫かな。自分ができるかな」という不安が物凄く有った。1980年（昭和55年）、四方恭子、景山誠治、後に東京交響楽団ソロ首席奏者や防府音楽祭の音楽監督となるチェリストの田中雅弘も含めた東京芸術大学の仲間4人で、第1回・霧島国際音楽祭の講習会であるマスタークラスに参加し、仲間4人のカルテットに音楽監督のゲルハルト・ボッセから「東京ブラームス・クヮルテット」という名前を付けて貰い、霧島国際音楽祭賞を受賞。民音コンクールの室内楽部門にも入賞し、齋藤秀雄賞を受ける。同大学では大学院まで進みヴィオラを学び、修士課程を修了。東京フィルハーモニー交響楽団首席奏者を経て、1982年（昭和57年）にドイツ学術交流会の奨学金を得てケルン音楽大学へ留学し、アマデウス弦楽四重奏団のメンバーやライナー・モークに学ぶ。ケルン音楽大学で付いていたヴィオラの教師が、コンセルトヘボウで室内楽をやっており、当時のロイヤル・コンセルトヘボウ管弦楽団で一番ソロをやっていたヴィオラ奏者から「ちょうど二番ソロが空いているよ」と聞かされ、教師から「じゃあ、お前受けてみるか」と言われた波木井は「一度はコンサートホールのコンセルトヘボウで弾けたら幸せで、それだけで素晴らしい体験だ」という思いでオーディションに挑み、当時としては一番良い演奏ができた。
1985年（昭和60年）、オランダのロイヤル・コンセルトヘボウ管弦楽団にヴィオラ奏者として入団。1992年（平成4年）、首席のオーディションに合格し同楽団の第一首席ソロ・ヴィオラ奏者となる。指揮者であるベルナルト・ハイティンクやオイゲン・ヨッフムらの下で演奏し、2020年（令和2年）11月に引退するまでの約35年間所属した。
ソリストや室内楽奏者としてアメリカ合衆国やヨーロッパ各国等で演奏を行っており、ソリストとしては、ヴォルフガング・サヴァリッシュ、マリス・ヤンソンス、リッカルド・シャイー、ゲルト・アルブレヒト、コチシュ・ゾルターン、シルヴァン・カンブルランなどの指揮者と共演し活躍。妻であるヴァイオリニストの菊地裕美とは、1998年（平成10年）にミュンヘンで行われたクルターグ・ジェルジのエルンスト・フォン・シーメンス音楽賞（英語: Ernst von Siemens Music Prize）授賞式で演奏を行って以来、ザルツブルク音楽祭、BBCプロムス、パリの秋芸術祭（フランス語: Festival d'automne à Paris）、ウィーン現代音楽祭（ドイツ語: Wien Modern）、ルツェルン音楽祭、MI-TOミラノ・トリノ音楽祭（イタリア語: MITO SettembreMusica）、エディンバラ国際フェスティバル、ブダペスト・スプリング・フェスティバル（ハンガリー語: Budapesti Tavaszi Fesztivál）など数多くの国際音楽祭に出演。波木井夫妻にチェリストのシュテファン・メッツを加えた3人組「オルランド・トリオ」としても活動している。

## 人物
共演する事が多く、ソロ・ヴァイオリニストとして世界的な活躍をしている菊地裕美は妻であり、練習熱心で自らを厳しく律する妻を、波木井は演奏家として心から尊敬している。
波木井夫妻は、ハンガリー出身の作曲家であるクルターグ・ジェルジと親交があり、リサイタルなどで積極的にクルターグの曲を取り上げている。クルターグ作曲の『…concertante… Op.42』は波木井夫妻のために作曲された曲であり、この曲のソリストとしてロイヤル・コンセルトヘボウ管弦楽団、BBC交響楽団、ベルリン・コンツェルトハウス管弦楽団、ウィーン放送交響楽団、RAI国立交響楽団、ハンガリー国立フィルハーモニー管弦楽団など多くのオーケストラと共演しており、中でもミラノ・スカラ座フィルハーモニー管弦楽団との演奏では、フランコ・アッビアーティ（英語: Franco Abbiati）の名にちなんだイタリア音楽批評家賞の「Premio Franco Abbiati della critica musicale italiana」を受賞。他にもクルターグは『HIPARTITA Op.43』を、妻でヴァイオリニストの菊池裕美の為に作曲している。2003年（平成15年）には波木井らが演奏したクルターグ・ジェルジュ作品集『Signs, Games, Massages』のCDがニューヨーク・タイムズのベストCDに選ばれた他、ドイツ批評家賞、オランダの音楽賞であるエジソン賞（英語: Edison Award）など世界的な賞を数多く受賞した。
大阪府において、無償で指導や楽器の提供を行う30歳以下のユースオケストラ「In-D-Go」にも、指導者として参加している。